# Lido Shuffle

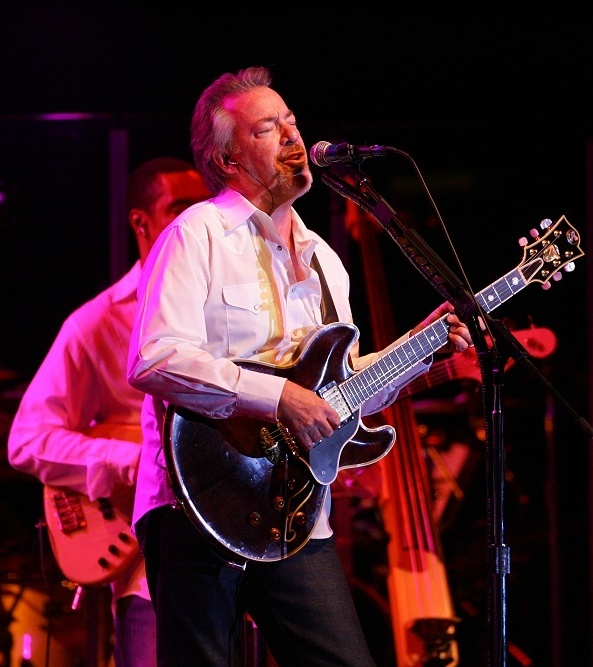
Boz Scaggs in 2006

"Lido Shuffle" is een nummer geschreven door Boz Scaggs en David Paich en uitgebracht op Scaggs' album Silk degrees uit 1976. Het werd daarna uitgebracht als single in 1977.
Scaggs nam het idee voor een shuffle over van een nummer van Fats Domino genaamd The fat man, een nummer dat Scaggs steeds op de piano speelde en waarbij hij begon mee te zingen. Toen toonde hij dit aan David Paich, lid van Scaggs' band en medeoprichter van Toto, die hielp met de uitwerking van het nummer.

## Structuur
Lido Shuffle, geschreven in sol majeur zoals vele nummers van Scaggs, volgt een I-IV-V akkoordenschema dat typerend is voor blues; pop en Rock. Het begint met een intro, daarna komt een eerste strofe, refrein, tweede strofe, opnieuw refrein, instrumentale bridge, en eindigt met een fade-out tijdens een laatste keer refrein.
Verschillende muzikanten die meespeelden op de opname vormden later de band Toto, namelijk David Paich, Jeff Porcaro en David Hungate.

## Bezetting
- Boz Scaggs – zang, gitaar
- Fred Tackett –  gitaar
- Louis Shelton – gitaar
- David Hungate – basgitaar
- Jeff Porcaro — drums
- David Paich — Hammondorgel, piano, Minimoog, Moog synthesizer
- Vincent DeRosa – blazers
- Jim Horn – blazers
- Paul Hubinon – blazers
- Dick Hyde – blazers
- Plas Johnson – blazers
- Tom Scott – blazers
- Bud Shank – blazers

## NPO Radio 2 Top 2000
| Nummer met noteringen in de NPO Radio 2 Top 2000 | '99  | '00 | '01 | '02 | '03 | '04 | '05  | '06  | '07  | '08  | '09  | '10  | '11  |
| ------------------------------------------------ | ---- | --- | --- | --- | --- | --- | ---- | ---- | ---- | ---- | ---- | ---- | ---- |
| Lido Shuffle                                     | 1351 | 989 | 804 | 831 | 948 | 917 | 1172 | 1326 | 1408 | 1151 | 1563 | 1539 | 1602 |

1. ↑  Een vetgedrukt getal geeft de hoogste notering aan.
2. ↑  Deze tabel is bijgewerkt tot en met de laatste editie (2024).